# Mountain of Fire and Miracles Football Club
Mountain of Fire e Miracles FC ou simplesmente o MFM FC é um clube de futebol profissional nigeriano baseado em Lagos que compete na Campeonato Nigeriano de Futebol.